# Khun Phi Fa
Khun Phi Fa (* Tk.14 ở Luang Phrabang, † 1343 ở Luang Phrabang), danh xưng hoàng gia là Somdetch Brhat-Anya Phya Vath Rajadharani Sri Sudhana, là vua của Rajadharani Sri Sudhana, nơi nay là Luang Phrabang. Ông trị vì từ khoảng năm 1330? cho đến khi mất.
Khun Phi Fa là con trai cả của vua Suvanna Kamphong, người trị vì Rajadharani Sri Sudhana từ năm 1316. Ông được giáo dục trong cung vua, nhưng rồi bị cha trục xuất khỏi Rajadharani Sri Sudhana sau khi có quan hệ với một người vợ kế của vua cha là Nang Kamnan. Vì thế tên ông ban đầu là Yak Fa đã bị vua cha đổi sang Phi Fa, có nghĩa là quỷ dữ.
Sau cái chết không biết rõ ngày tháng của vua cha, ông trở về và lên ngôi vua. Theo truyền thống của người Lào, ông là hậu duệ của vua Khun Borom, tổ tiên huyền thoại của các sắc tộc Thái.
Khun Phi Fa có hai con trai và hai con gái. Các hoàng tử là:
- Chao Fa Kamareava (Kamreo)
- Chao Fa Naguna, người sau này là vua Fa Ngum của Rajadharani Sri Sudhana.

Ông mất năm 1343. Em trai ông lên kế vị, là vua Kham Hiao.

## Hậu kỳ
Chao Fa Ngum, người đã dành phần lớn cuộc đời ở thủ đô Angkor của Đế quốc Khmer, vào năm 1353 trở về Muang Sua với một đội quân để giành lấy quyền lực ở đây, sau khi khuất phục được quyền lực của nhiều vùng Lào .
Kham Hiao đã tự sát, Fa Ngum được tôn làm Vua của Muang Sua. Năm sau, 1354, ông khuất phục được công quốc hùng mạnh của Viêng Chăn và lập ra Vương quốc Lan Xang, vương quốc thống nhất đầu tiên của người Lào.
Biên niên sử đề cập đến Khun Phi Fa đến từ các ghi chép cổ xưa về Vương quốc Luang Phrabang, Lan Na và Đế quốc Khmer có sự khác nhau. Do đó các sự kiện và ngày liên quan đến cuộc sống của nhân vật không hoàn toàn đáng tin cậy.